# Petrivka (Codâma), Bârzula
Petrivka (în ucraineană Петрівка, transliterat: Petrivka) este un sat în comuna Codâma din raionul Bârzula, regiunea Odesa, Ucraina.
În trecut a fost un sat majoritar moldovenesc (românesc) – 77% din populație, conform recensământului sovietic din 1926; fiind însă asimilat în prezent.

## Demografie
Componența lingvistică a localității Petrovca
     Ucraineană (93,43%)
     Română (3,73%)
     Rusă (2,66%)
     Alte limbi (0,18%)
Conform recensământului din 2001, majoritatea populației localității Petrovca era vorbitoare de ucraineană (93,43%), existând în minoritate și vorbitori de română (3,73%) și rusă (2,66%).